# Ichneumon conciliator
Ichneumon conciliator là một loài tò vò trong họ Ichneumonidae.